# L'invasione degli stritolatori (prima parte)
L'invasione degli stritolatori (prima parte) (Invasion of the Body Squeezers: Part I) è un romanzo horror fantascientifico per ragazzi, sessantaseiesimo della collana Piccoli brividi, dello scrittore statunitense R. L. Stine.
Il titolo originale del romanzo Invasion of the Body Squeezers è un richiamo al film del 1956 L'invasione degli ultracorpi (in originale Invasion of the Body Snatchers).

## Trama
Un ragazzo di Los Angeles di nome Jack Archer, appassionato di ufologia, vive con la sua famiglia e la vivace sorellina Billie accanto all'abitazione del misterioso Fleshman, un individuo schivo e solitario che esce di rado di casa e che non parla quasi mai con i suoi vicini. Jack spia continuamente Fleshman perché convinto che nasconda qualcosa di inquietante e un giorno, mentre sta camminando per strada, un piccolo oggetto sferico simile ad un meteorite gli cade sulla testa e finisce nel giardino della casa di Fleshman, e lui lo raccoglie senza farsi notare dall'uomo. Quando poi Jack decide di entrare nella vecchia casa per scoprire il segreto, scopre che Fleshman, in realtà, è un creatore di mostri finti per il cinema, in particolare per i film dell'orrore. Nel suo laboratorio, però, Jack nota uno strano apparecchio, che decide di portare con sé. Da quel giorno Jack comincia a sentire voci strane provenienti dall'apparecchio e, oltre a questo, comincia a parlare con voci non sue. Quando scopre che Fleshman c'entra qualcosa in tutta questa faccenda, cerca di scoprirne di più ma, con orrore, scopre che dal piccolo meteorite che aveva raccolto sta uscendo un orribile essere verde che si sta dirigendo verso di lui.

## Edizioni
- R. L. Stine, L'invasione degli stritolatori (prima parte), traduzione di Cristina Scalabrini, collana Piccoli brividi, Arnoldo Mondadori Editore, 2000,  p. 142, ISBN 88-04-47516-1.